# 6015 Paularego
6015 Paularego eller 1991 PR10 är en asteroid i huvudbältet som upptäcktes den 7 augusti 1991 av den amerikanske astronomen Henry E. Holt vid Palomarobservatoriet. Den är uppkallad efter målaren Paula Rego.